# 長瀬有花
長瀬 有花（ながせ ゆか、英語：Yuka Nagase）は、日本の歌手、バーチャルシンガー。
2次元（デジタル）と3次元（フィジカル）の両軸で活動する「だつりょく系アーティスト」を称する。
3DCGやイラストレーションで構成されるバーチャルシンガーとしての姿と、現実世界でのリアルシンガーとしての姿を持ち、媒体によって自身の露出する形態・表現手法を使い分けて活動している。

## 略歴

### 2020年
9月14日より活動開始。YouTubeチャンネルとTwitterアカウントを開設し、9月16日には自身のYouTubeチャンネルでやくしまるえつこ「放課後ディストラクション」のカバーを公開した。

### 2021年
4月16日、自身初となる楽曲「駆ける、止まる」のミュージックビデオを公開。8月9日には配信シングルとしてリリースした。
9月29日、RIOT MUSIC所属シンガーによるコンピレーションアルバム「RIOT OF EMOTIONS」に参加。プロデュースおよび出版はバンダイナムコアーツ傘下のGOOM STUDIOで、メジャーデビュー作となった。
10月25日、「長瀬有花を垂れ流す枠（仮）」をYouTubeで配信開始。アコースティックギターでの弾き語りや雑談による視聴者との交流が主な内容で、アーカイブ動画が残らないのが特徴。現在に至るまで、毎週月曜日の夜8時から定期的に配信を行っている。

### 2022年
2月17日、ファーストアルバム「a look front」をリリース。いよわ、ワタナベタカシ（meiyo）らをはじめとした作家陣を起用した提供曲が収録された。
同日、アルバムリリースと自身の誕生日を記念したオンラインライブ「Alook」を開催。
6月25日、オンラインライブ「SEEK」をYouTubeチャンネルで無料配信。配信は東京都内のライブハウスから全編実写形式・無観客で行われた。
8月6日、配信シングル「微熱煙／みずいろのきみ」をリリース。
また8月には、「a look front」収録楽曲である「とろける哲学」がTikTok上でヒットを記録し、同サービス内での総再生回数が1億回を突破した。
9月19日、配信シングル「今日とまだバイバイしたくないの」をリリース。
11月27日、アニメ・フェスティバル・アジア（Anime Festival Asia Singapore 2022）内のコンサートインベント「I Love Anisong」へ出演。初の国外出演となった。
12月26日、自身のプロデュースを手掛けるチームと共に、インディーズレーベル「汽元象レコード」を設立し、同レーベル所属となった。

### 2023年
1月から6月にかけて、6ヶ月連続配信シングルリリースを実施。1月に「白昼避行」、2月に「やがてクラシック」、3月に「アーティフィシャル・アイデンティティ」、4月に「プラネタリネア」、5月に「アフターユ」、6月に「ほんの感想」をそれぞれリリースした。
また3月から6月にかけては、オンラインライブ「Form」シリーズが毎月YouTubeチャンネルから無料配信された。一連のシリーズは東京下北沢を舞台としており、下北沢の美容室、ライブハウス、スーパーマーケット（オオゼキ下北沢店）から行われた。6月11日に配信された「Home」は、それらを含む下北沢の施設、店舗をフォトグラメトリによってデジタル上に再現したステージでのパフォーマンスを行うバーチャルライブとなった。8月21日には、このステージの一部がVRChat内のインスタンスとして実装、公開されている。
3月22日、Aiobahnによる配信シングル「宙でおやすみ」にボーカルとして参加。
7月14日、音楽レーベル「Local Visions」とのコラボレーションアルバム「OACL」をリリース。ボーカルとして参加した。7月30日には同作のリリースを記念したオンラインライブが、東京都渋谷区にある銭湯「改良湯」からYouTubeチャンネルで無料配信された。
8月25日、LIQUIDROOMにて初となる有観客ワンマンライブ「Eureka」を開催。チケットは完売した。なお、自身は目元が観客から見えないよう、バイザーで隠した状態でのパフォーマンスを行った。
8月28日、チロルチョコとのコラボレーションとして、配信シングル「むじゃきなきもち」をリリース。同日ミュージックビデオも公開された。同作はチロルチョコ「きなこもち」の発売20周年を記念したテーマソングとして制作され、自身が熱心なチロルチョココレクターであることをきっかけにコラボレーションが実現した。
9月27日、ミニアルバム「Launchvox」をリリース。同年1月からの6ヶ月連続配信シングルリリースの楽曲に加え、パソコン音楽クラブ、mekakushe、笹川真生との共作や、佐藤優介による提供曲が収録された。
12月18日、オフィシャルファンクラブ「YUKARIUM」を開設。

### 2024年
1月11日、リミックスアルバム「ユカリウム」をリリース。CDショップ「TOWER RECORDS」とのコラボレーションを記念して、コラボグッズの販売と同時に先行販売された。
3月30日、WALL&WALLにて2回目の有観客ワンマンライブ「放電」を開催。「昼の部」と「夜の部」の二部構成に分けられており、それぞれで異なるパフォーマンスが披露された。
5月31日、ササクレクトとのコラボレーションEP「きっとぱっと」をリリース。収録曲の「Ex」は同月10日に、「僕のフォーリングダウン」は同月17日に、それぞれ配信シングルとして先行リリースされた。

## ディスコグラフィ

### シングル
| リリース日    | タイトル                             | 品番      | 規格 | 収録アルバム     | 備考                                              |
| ------------- | ------------------------------------ | --------- | ---- | ---------------- | ------------------------------------------------- |
| 2021年8月9日  | 駆ける、止まる                       | RIOT-0005 | 配信 | 「a look front」 |                                                   |
| 2022年8月6日  | 微熱煙／みずいろのきみ               | RMI-0005  | 配信 | -                |                                                   |
| 2022年9月19日 | 今日とまだバイバイしたくないの       | RIOT-0013 | 配信 | -                |                                                   |
| 2023年1月27日 | 白昼避行                             | RIOT-0014 | 配信 | -                |                                                   |
| 2023年2月27日 | やがてクラシック                     | RIOT-0016 | 配信 | -                |                                                   |
| 2023年3月31日 | アーティフィシャル・アイデンティティ | RIOT-0017 | 配信 | -                |                                                   |
| 2023年4月28日 | プラネタリネア                       | RIOT-0019 | 配信 | 「Launchvox」    |                                                   |
| 2023年5月26日 | アフターユ                           | RIOT-0020 | 配信 | 「Launchvox」    |                                                   |
| 2023年6月30日 | ほんの感想                           | RIOT-0021 | 配信 | 「Launchvox」    |                                                   |
| 2023年8月28日 | むじゃきなきもち                     | RIOT-0022 | 配信 | -                | チロルチョコ「きなこもち」 発売20周年テーマソング |

### アルバム
| リリース日    | タイトル     | 品番                                          | 規格                                             |
| ------------- | ------------ | --------------------------------------------- | ------------------------------------------------ |
| 2021年2月17日 | a look front | RMI-0001（通常盤） RMI-0002（限定盤）         | 配信 CD                                          |
| 2023年9月27日 | Launchvox    | RMI-0010（通常盤） RMI-0011（完全生産限定盤） | 配信 CD（通常盤） 3CD+Cassette（完全生産限定盤） |
| 2024年1月11日 | ユカリウム   | RMI-0014                                      | 配信 CD                                          |

### その他・参加作品
| リリース日     | タイトル            | アーティスト                      | 品番                                 | 規格            | 備考                                                                                       |
| -------------- | ------------------- | --------------------------------- | ------------------------------------ | --------------- | ------------------------------------------------------------------------------------------ |
| 2021年3月21日  | 0th ALBUM "Re:Volt" | RIOT MUSIC                        | RIOT-0000                            | CD              | コンピレーションアルバム RIOT MUSIC 1st LIVE "Re:Volt"チケット特典                         |
| 2021年9月29日  | RIOT OF EMOTIONS    | RIOT MUSIC                        | BCGA-0001 BCGA-0002                  | 配信 CD Blu-ray | コンピレーションアルバム #1「One for Everything」 #5「ずるいよね」で参加                   |
| 2022年7月2日   | 少年時代            | AFTER HOURS feat. 長瀬有花        | -                                    | 配信            | 配信シングル ボーカル、MVキャストで参加                                                    |
| 2022年12月27日 | Image.              | MOTTO MUSIC yuigot feat. 長瀬有花 | MOTT-07                              | 配信 CD         | コンピレーションアルバム #1「Stretch」で参加                                               |
| 2022年12月30日 | Re:RIOT             | RIOT MUSICHARDCORE TANO*C         | RMI-0006                             | CD              | コンピレーションアルバム #3「オレンジスケール（t+pazolite Remix）」                        |
| 2023年3月22日  | 宙でおやすみ        | Aiobahn feat.長瀬有花             | bigup13563995                        | 配信            | 配信シングル ボーカルで参加                                                                |
| 2023年6月14日  | Re:Volt             | RIOT MUSIC                        | RMI-0008                             |                 | コンピレーションアルバム #4「かたどられたばしょ」 #7「2 O'clock」 #12「We Are Here」で参加 |
| 2023年7月14日  | OACL                | Local Visions 長瀬有花            | bigup13641579（配信） LVDU-003（LP） | 配信 LP         | コンピレーションアルバム ボーカルで参加                                                    |
| 2024年4月26日  | Hello Coo !!        | Nyarons 長瀬有花                  | -                                    | 配信            | 配信シングル ボーカルで参加                                                                |
| 2024年4月28日  | Alto Mare           | windjammer phritz 長瀬有花        | -                                    | 配信 CD         | コンピレーションアルバム #1「Somewhere Blue (feat.長瀬有花)」で参加                        |
| 2024年5月31日  | きっとぱっと        | 長瀬有花 & SASAKRECT              | ‐                                    | 配信            | コンピレーションアルバム ボーカルで参加                                                    |

## ライブ

### 主なライブ
| 年   | 日程    | 公演タイトル                        | 会場                       | 配信プラットフォーム  |
| ---- | ------- | ----------------------------------- | -------------------------- | --------------------- |
| 2022 | 2月17日 | 長瀬有花1stバースデーライブ "Alook" | オンライン配信のみ         | ZAIKO                 |
| 2022 | 6月25日 | 長瀬有花 コンセプトライブ "SEEK"    | オンライン配信のみ（無料） | YouTube               |
| 2023 | 8月25日 | 長瀬有花 LIVE "Eureka"              | LIQUIDROOM                 | イープラス Streaming+ |
| 2024 | 3月30日 | 長瀬有花 LIVE "放電"                | wall&wall                  | ZAIKO                 |

## 出演

### ライブイベント
- RIOT MUSIC 1st LIVE "Re:Volt" - 横浜ベイホール（2021年3月21日）
- Re:Volt 2022 - LINE CUBE SHIBUYA（2022年3月25日）
- Anime Festival Asia Singapore 2022 - サンテック･シンガポール国際会議展示場（2022年11月27日）
- Re:Volt 2023 - LINE CUBE SHIBUYA（2023年4月15日）
- Vの宴2023 in CLUB CITTA' - CLUB CITTA'（2023年5月20日）
- MOTTO MUSIC 1st EVENT『UNiON』 - WALL&WALL（2023年5月21日）
- チロルフェス2023 - アキバ・スクエア（2023年10月28日）
- DOUBLE: - harevutai（2024年1月26日）
- MOTTO MUSIC 2nd LIVE 『FUTURE』 - WOMBLIVE（2024年2月4日）
- バーチャル大阪駅 3.0 ライブフェス - 大阪ステーションシティ（2024年3月31日）
- 東京都心はパラレルワールド vol.2 - clubasia（2024年5月3日）

### ラジオ出演
- ぶいあーる!〜VTuberの音楽Radio〜（2024年6月9日、NHK-FM）

### インタビュー
- 「まだ見ぬ挑戦もやっていきたい」長瀬有花活動2周年インタビュー - NEVERSLEEP（2022年9月16日）
- 長瀬有花、曽我部恵一に下北沢を学ぶ。 つながりから広がる街の魅力、自然体の音楽が生まれる背景にあるもの - RealSound（2023年6月21日）
- 再現性のない音楽をいっぱい詰めたい──長瀬有花が『Launchvox』で試みたハイブリッドな表現 - OTOTOY（2023年9月28日）